# Didymocantha clavipes
Didymocantha clavipes är en skalbaggsart som beskrevs av Thomas Broun 1883. Didymocantha clavipes ingår i släktet Didymocantha och familjen långhorningar. Inga underarter finns listade i Catalogue of Life.